# العلاقات البحرينية الجنوب سودانية
العلاقات البحرينية الجنوب سودانية هي العلاقات الثنائية التي تجمع بين البحرين وجنوب السودان.

## مقارنة بين البلدين
هذه مقارنة عامة ومرجعية للدولتين:
| وجه المقارنة                                              | البحرين       | جنوب السودان                  |
| --------------------------------------------------------- | ------------- | ----------------------------- |
| المساحة (كم2)                                             | 765           | 619.75 ألف                    |
| عدد السكان (نسمة)                                         | 1.49 مليون    | 12.58 مليون                   |
| الكثافة السكانية (ن./كم²)                                 | 194.77 ألف    | 20.3                          |
| العاصمة                                                   | المنامة       | جوبا                          |
| اللغة الرسمية                                             | اللغة العربية | لغة إنجليزية                  |
| العملة                                                    | دينار بحريني  | جنيه جنوب سوداني، جنيه سوداني |
| الناتج المحلي الإجمالي (بليون دولار)                      | 35.31 مليار   | 2.90 مليار                    |
| الناتج المحلي الإجمالي (تعادل القوة الشرائية) بليون دولار | 64.16 مليار   | 22.88 مليار                   |
| الناتج المحلي الإجمالي الاسمي للفرد دولار أمريكي          | 22.60 ألف     | 73                            |
| الناتج المحلي الإجمالي للفرد دولار أمريكي                 | 45.50 ألف     | 2.02 ألف                      |
| مؤشر التنمية البشرية                                      | 0.824         | 0.467                         |
| رمز المكالمات الدولي                                      | +973          | +211                          |
| رمز الإنترنت                                              | .bh           | .ss                           |
| المنطقة الزمنية                                           | ت ع م+03:00   | ت ع م+03:00                   |

## منظمات دولية مشتركة
يشترك البلدان في عضوية مجموعة من المنظمات الدولية، منها:
| علم المنظمة | اسم المنظمة                               | تاريخ انضمام البحرين | تاريخ انضمام جنوب السودان |
| ----------- | ----------------------------------------- | -------------------- | ------------------------- |
|             | يونسكو                                    | 18 يناير 1972        | 27 أكتوبر 2011            |
|             | وكالة ضمان الاستثمار متعدد الأطراف        | 12 أبريل 1988        | 18 أبريل 2012             |
|             | الأمم المتحدة                             | 21 سبتمبر 1971       | 14 يوليو 2011             |
|             | الاتحاد البريدي العالمي                   | ?                    | ?                         |
|             | البنك الدولي للإنشاء والتعمير             | 15 سبتمبر 1972       | 18 أبريل 2012             |
|             | الاتحاد الدولي للاتصالات                  | 1975                 | 3 أكتوبر 2011             |
|             | مؤسسة التمويل الدولية                     | 22 سبتمبر 1995       | 18 أبريل 2012             |
|             | المركز الدولي لتسوية المنازعات الاستشارية | 15 مارس 1996         | 18 مايو 2012              |
|             | منظمة الشرطة الجنائية الدولية             | ?                    | ?                         |

## وصلات خارجية
- موقع وزارة الخارجية البحرينية
- موقع وزارة الخارجية الجنوب سودانية